# Alessio Carbone
Alessio Carbone (Stoccolma, 27 gennaio 1978) è un danzatore italiano, premier danseur del balletto dell'Opéra di Parigi dal 2002 al 2019.

## Biografia
Figlio di Giuseppe Carbone, Alessio Carbone nasce in una famiglia di artisti che gli permette di familiarizzare rapidamente con l'arte in generale e in particolare di ballare. È entrato alla Scuola di Ballo del Teatro alla Scala di Milano nel 1991 e, all'età di quindici anni, prese parte a varie produzioni della compagnia, a volte anche come solista. Si è diplomato nel 1996 e si è immediatamente unito al corpo di ballo. Dopo aver danzato in alcuni ruoli di rilievo al Teatro alla Scala (L'Uccello blu ne La bella addormentata o nel pas de trois de Il lago dei cigni), nel settembre 1997 fu assunto come soprannumerario del Balletto dell'Opéra di Parigi e fu promosso quadrille l'anno seguente. Nel 2000, passò a coryphée, poi a sujet nel 2001. Nel 2002 fu promosso al rango di premier danseur presentando due variazioni da La Sylphide e Arepo.
Ballerino molto richiesto in Francia e all'estero, preso sei mesi sabbatici durante la stagione 2007-2008 per rispondere meglio alle richieste al di fuori dell'Opera di Parigi; nel 2003 ballò Don Chisciotte per il National Ballet di Marsiglia e in occasione del Festival di Nureyev, in Russia, nel 2005. Più recentemente è stato invitato dall'Opera di Roma per interpretare Romeo nel Romeo e Giulietta riadattato per Carla Fracci o Basilio nel Don Chisciotte (versione di Alicia Alonso), al Teatro Comunale di Firenze, al Teatro Massimo di Palermo (dove, nel 2009, interpretò in particolare il Principe Désiré della Bella Addormentata, al fianco di Dorothée Gilbert) o al Teatro Nazionale di Tallinn. Nel dicembre 2007 è stato anche invitato dal Balletto Reale Danese a interpretare il Principe de Lo schiaccianoci.
Carbone è direttore artistico del Festival di danza Les Italiens de l'Opera, un evento che celebra undici talenti di origine italiana che danzano nel Balletto dell'Opéra di Parigi, fra i quali Valentine Colasante e Bleuenn Battistoni.

## Premi
- 1996: Premio Rotary Club come miglior ballerino italiano
- 1997: Premio Positano Léonide Massine
- 1998: Primo Premio Classico e Premio Speciale della Giuria al Concorso Internazionale di Perugia
- 2002: Premio Positano Léonide Massine
- 2007: Premio della provincia di Catania
- 2008: Premio Asti Danza, Premio Acqui Terme

## Repertorio
- Giselle : pas de deux dei vendemmiatori, pas de deux dei contadini
- Joyaux : Rubino, Diamante
- Romeo e Giulietta : Romeo, Mercuzio
- Paquita : pas de trois
- Petruška : il Diavolo, il Cacciatore di orsi
- Les Quatre tempéraments : Sanguin
- Il figliol prodigo : un amico
- Il lago dei cigni : pas de trois, czardas
- The Concert : il Marito
- Il mandarino meraviglioso : la Figlia
- Don Chisciotte : il Gitano
- Cenerentola : il Maestro di ballo
- L'Arlésienne : Frédéri
- Les Enfants du paradis : Frédéric Lemaître